# Варгас, Клаудио Пинилья
Клаудио Пинилья Варгас (исп. Claudio Pinilla Vargas; 4 октября 1859, Ла-Пас, Боливия — 30 октября 1938, там же) — боливийский государственный деятель, дипломат и писатель
, министр иностранных дел Боливии (1903—1908 и 1911—1912).

## Биография
Получил теологическое (1878 г.), а затем юридическое образование (1884).
Участвовал во Второй тихоокеанской войне в качестве стрелка в составе полка Мурильо.
С 1879 г. — на службе в МИДе. Работал в посольстве в Парагвае и Чили.
В 1890—1892 гг. был личным секретарем президента Анисето Арсе. В 1897 г. был назначен послом в Перу, а в 1897 г. — в Соединённых Штатах Америки.
В 1903—1908 и 1911—1912 гг. — министр иностранных дел Боливии. На этом посту подписал Договор о дружбе между Колумбией и Боливией (Ла-Пас, 19 мая, 1912).
В 1913—1914 гг. — министр общественных работ.
Затем был советником Министерства иностранных дел.
Являлся автором ряда монографий, среди которых «Торговый альманах», «Альбом 16 июля», «Вопрос о границах Аргентины, Боливии и Чили», стихотворения «Рафаэла» и т.д.